# Trematodon conformis
Trematodon conformis là một loài rêu trong họ Bruchiaceae. Loài này được Mitt. mô tả khoa học đầu tiên năm 1859.